# 농민회
농민회(農民會)는 여러 부문에서 농민의 이익을 대변할 목적으로 조직된 농민 단체를 두루 일컫는 단어이다.

## 농민회 목록

### 한국가톨릭농민회
농민 생존권보장, 이 땅의 민주화, 농촌사회의 복음화를 목적으로 1966년 10월 창립된 이래 기층농민에 뿌리를 깊이 내려 마을 단위의 분회, 군단위 협의회, 도 단위의 연합회를 가졌던 전국적 규모의 카톨릭 운동체. 90년 전국농민회총회연맹이 창립되면서 이에 합병, 본당 중심의 지구농민회와 교구농민회를 조직체계로 활동하고 있다. 약칭은 가농이다.

### 한국기독교농민회
1978년 3월 전남기독교농민회 설립을 위시로 6개 도 25개 군의 조직을 거느린 한국기독교농민회총연합회로 발전하였다. 그러나 90년 전국농민회총연맹이 창립되면서 이에 합병, 조직 제2기를 선언하고 이름도 한국기독교농민회로 개칭, 농촌교회를 단위로 기독교인인 농민만을 대상으로 활동하고 있다. 약칭은 기농이다.

### 그 외의 농민회
- 가톨릭농민회: 1999년 설립된 농민회
- 전국새농민회: 1965년 설립된 농민회
- 전국 농민회 총연맹: 대한민국 전국 단위의 농민회